# Andrei Dmitrijewitsch Poljanin

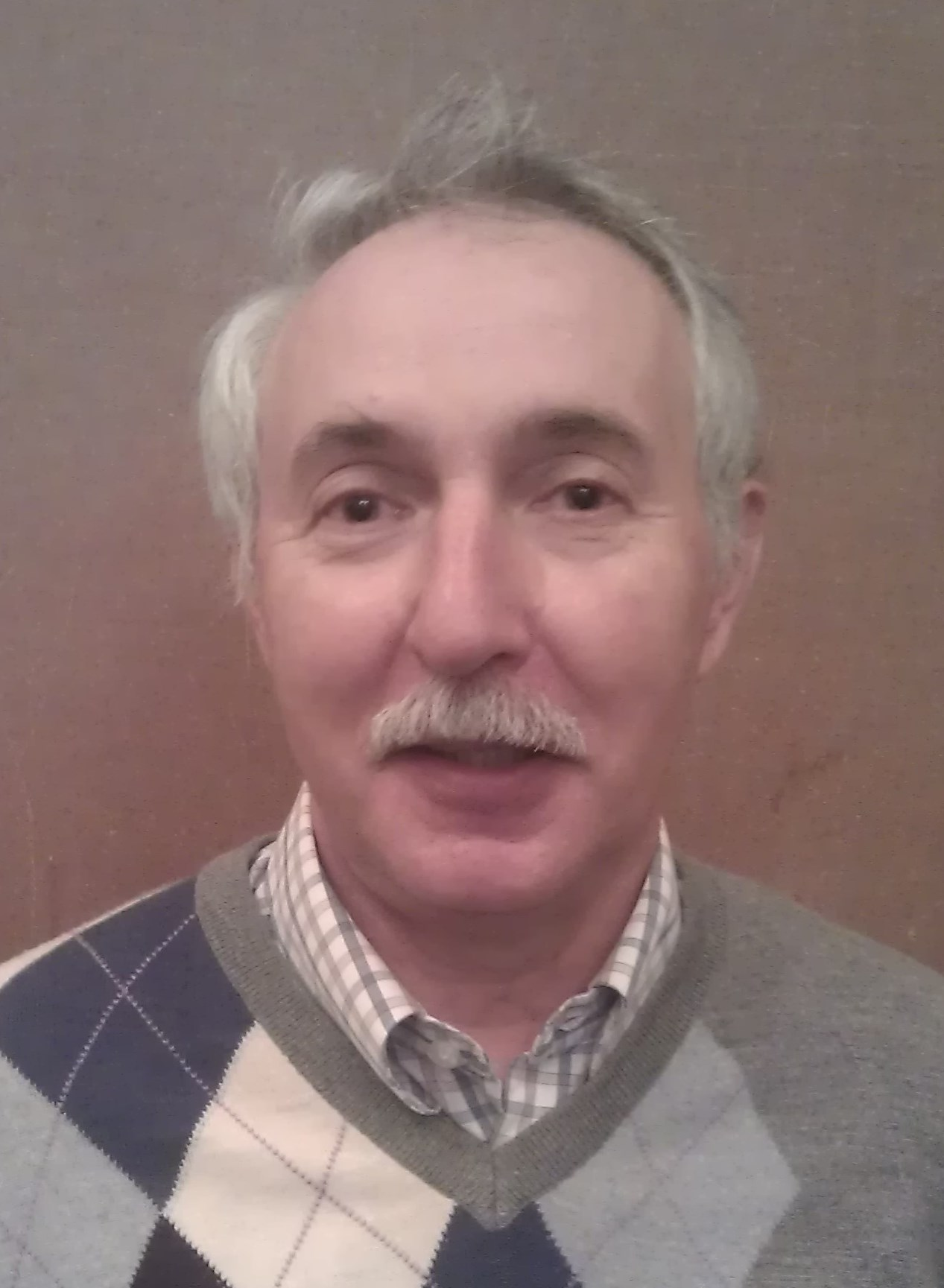
Andrei Poljanin (2013)

Andrei Dmitrijewitsch Poljanin (russisch Андрей Дмитриевич Полянин; * 1. November 1951 in Peking) ist ein russischer Mathematiker.
Poljanin studierte an der Lomonossow-Universität mit dem Abschluss 1974 an der Fakultät für Mathematik und Mechanik. Er wurde 1981 am Institut für Probleme der Mechanik der Akademie der Wissenschaften der UdSSR promoviert und 1986 habilitiert (russischer Doktortitel). Poljanin war ab 1975 am Institut für Probleme der Mechanik und dort ab 1991 Professor. Ab 2004 war er außerdem Professor an der Baumann-Universität in Moskau.
Poljanin befasst sich mit Differential-, Integral- und Funktionalgleichungen und deren Anwendungen zum Beispiel in Hydrodynamik, Wärmetransport oder Chemieingenieurwesen. Er ist bekannt als Herausgeber und Autor von Handbüchern über Differential- und Integralgleichungen und initiierte auch eine Webseite zu mathematischen Gleichungen (EqWorld), deren Herausgeber er ist. Viele der verzeichneten exakten Lösungen und dazu entwickelter Lösungsmethoden fand er selbst.
1991 erhielt er den Tschaplygin-Preis der Sowjetischen Akademie der Wissenschaften.

## Schriften (Auswahl)
- mit V. F. Zaitsev: Handbook of Ordinary Differential Equations: Exact Solutions, Methods, and Problems, 3. Auflage, Taylor & Francis Inc 2017. ISBN 1-466-56937-9
- mit V. F. Zaitsev: Handbook of nonlinear partial differential equations, 2. Auflage, Chapman & Hall/CRC Press, 2012. ISBN 1-4200-8723-1.
- Herausgeber mit A. I. Chernoutsan: A concise handbook of mathematics, physics, and engineering sciences, Chapman & Hall/CRC Press, 2010. ISBN 1-4398-0639-X.
- mit A. V. Manzhirov: Handbook of integral equations, Chapman & Hall/CRC Press, 2. Auflage 2008. ISBN 0-203-88105-2.
- mit A. V. Manzhirov: Handbook of mathematics for engineers and scientists, Chapman & Hall/CRC Press, 2007. ISBN 1-58488-502-5.
- mit V. F. Zaitsev: Handbook of exact solutions for ordinary differential equations, CRC Press, 2003. ISBN 1-58488-297-2.
- Handbook of linear partial differential equations for engineers and scientists, Chapman & Hall/CRC Press, 2002. ISBN 1-58488-299-9.
- mit V. F. Zaitsev, A. Moussiaux: Handbook of first order partial differential equations, Taylor & Francis, 2002. ISBN 0-415-27267-X.
- mit A. M. Kutepov, D. A. Kazenin, A. V. Vyazmin: Hydrodynamics, mass and heat transfer in chemical engineering, Taylor & Francis, 2002. ISBN 0-415-27237-8.
- mit V. V. Dilman: Methods of modeling equations and analogies in chemical engineering, CRC Press/Begell House, 1994. ISBN 0-8493-9914-9.
- mit V. F. Zaitsev: Discrete-group methods for integrating equations of nonlinear mechanics. Boca Raton–Ann Arbor: CRC Press/Begell House. ISBN 0-8493-9916-5.